# Idris sexarticulatus
Idris sexarticulatus is een vliesvleugelig insect uit de familie van de Scelionidae. De wetenschappelijke naam van de soort is voor het eerst geldig gepubliceerd in 1912 door Dahl.